# Chiesa cattolica in El Salvador
La Chiesa cattolica in El Salvador è parte della Chiesa Cattolica universale, sotto la guida spirituale del Papa e della Santa Sede.

## Storia
Pur essendo stato evangelizzato nel Cinquecento, questo territorio non ebbe una propria diocesi fino all'Ottocento quando finalmente fu eretta nel 1842 l'attuale arcidiocesi di San Salvador, fino al 1913 l'unica diocesi dello Stato, poi elevata a sede arcivescovile con la creazione di altre diocesi suffraganee a partire da quell'anno (rimanendo l'unica provincia ecclesiastica dello Stato).

## Organizzazione ecclesiastica
La Chiesa cattolica è presente nel Paese con 1 sede metropolitana, 7 diocesi suffraganee ed 1 ordinariato militare:
- Arcidiocesi di San Salvador
  - Diocesi di Chalatenango
  - Diocesi di San Miguel
  - Diocesi di San Vicente
  - Diocesi di Santa Ana
  - Diocesi di Santiago de María
  - Diocesi di Sonsonate
  - Diocesi di Zacatecoluca
- Ordinariato militare in El Salvador

## Statistiche
La chiesa cattolica in El Salvador al termine dell'anno 2004 su una popolazione di 7.145.871 abitanti contava 5.440.168 battezzati, corrispondenti al 76,1% del totale.
| anno | popolazione | popolazione | popolazione | presbiteri | presbiteri | presbiteri | presbiteri                | diaconi | religiosi | religiosi | parrocchie |
| anno | battezzati  | totale      | %           | numero     | secolari   | regolari   | battezzati per presbitero | diaconi | uomini    | donne     | parrocchie |
| ---- | ----------- | ----------- | ----------- | ---------- | ---------- | ---------- | ------------------------- | ------- | --------- | --------- | ---------- |
| 2004 | 5.440.168   | 7.145.871   | 76,1        | 707        | 469        | 238        | 7.694                     | 4       | 344       | 1.491     | 418        |

## Nunziatura apostolica
Le relazioni diplomatiche tra Santa Sede e El Salvador sono state stabilite nel 1933 come Nunziatura apostolica di Honduras e Salvador. Nel 1938 è stata costituita la Nunziatura indipendente di El Salvador.

### Delegati apostolici
- Serafino Vannutelli (23 luglio 1869 - 10 settembre 1875 nominato nunzio apostolico in Belgio)
- Giovanni Battista Marenco, S.D.B. (15 settembre 1920 - 22 ottobre 1921 deceduto)

### Nunzi apostolici
- Carlo Chiarlo (28 gennaio 1932 - 30 settembre 1933 dimesso)
- Albert Levame (24 gennaio 1934 - 12 novembre 1939 nominato nunzio apostolico in Uruguay)
- Giuseppe Beltrami (20 febbraio 1940 - 15 novembre 1945 nominato nunzio apostolico in Colombia)
- Giovanni Maria Emilio Castellani, O.F.M. (18 dicembre 1945 - 23 agosto 1951 nominato officiale della Segreteria di Stato della Santa Sede)
- Gennaro Verolino (5 settembre 1951 - 25 febbraio 1957 nominato nunzio apostolico in Costa Rica)
- Giuseppe Paupini (25 febbraio 1957 - 23 maggio 1959 nominato nunzio apostolico in Colombia)
- Ambrogio Marchioni (1º luglio 1959 - 1º settembre 1964 nominato officiale della Segreteria di Stato della Santa Sede)
- Bruno Torpigliani (1º settembre 1964 - 3 agosto 1968 nominato nunzio apostolico nella Repubblica Democratica del Congo)
- Girolamo Prigione (27 agosto 1968 - 2 ottobre 1973 nominato delegato apostolico in Ghana)
- Emanuele Gerada (8 novembre 1973 - 15 ottobre 1980 nominato pro-nunzio apostolico in Pakistan)
- Lajos Kada (15 ottobre 1980 - 8 aprile 1984 nominato segretario della Congregazione per la Disciplina dei Sacramenti)
- Francesco De Nittis (24 gennaio 1985 - 25 giugno 1990 nominato nunzio apostolico in Uruguay)
- Manuel Monteiro de Castro (21 agosto 1990 - 2 febbraio 1998 nominato nunzio apostolico in Sudafrica)
- Giacinto Berloco (5 maggio 1998 - 24 febbraio 2005 nominato nunzio apostolico in Venezuela)
- Luigi Pezzuto (2 aprile 2005 - 17 novembre 2012 nominato nunzio apostolico in Bosnia-Erzegovina)
- Léon Kalenga Badikebele (22 febbraio 2013 - 17 marzo 2018 nominato nunzio apostolico in Argentina)
- Santo Rocco Gangemi (25 maggio 2018 - 12 settembre 2022 nominato nunzio apostolico in Serbia)
- Luigi Roberto Cona, dal 26 ottobre 2022

## Conferenza episcopale
L'episcopato del Paese è parte della Conferenza episcopale di El Salvador (Conferencia Episcopal de El Salvador, CEDES).
La CEDES è membro del Consejo Episcopal Latinoamericano (CELAM), e del Secretariado Episcopal de America Central (SEDAC).
Elenco dei Presidenti della Conferenza episcopale:
- Arcivescovo Luis Chávez y González, arcivescovo di San Salvador (1958 - 1967)
- Vescovo Pedro Arnoldo Aparicio y Quintanilla, vescovo di San Vicente (1967 - 1970)
- Vescovo Benjamin Barrera y Reyes, vescovo di Santa Ana (1970 - 1975)
- Arcivescovo Luis Chávez y González, arcivescovo di San Salvador (1975 - 1977)
- Vescovo Pedro Arnoldo Aparicio y Quintanilla, vescovo di San Vicente (1977 - 1980)
- Vescovo José Eduardo Alvarez Ramírez, Ordinario militare (1980 - 1983)
- Vescovo Marco René Revelo Contreras, vescovo di Santa Ana (1983 - 1988)
- Vescovo Romeo Tovar Astorga, vescovo di Zacatecoluca (1988 - 1992)
- Arcivescovo Arturo Rivera Damas, arcivescovo di San Salvador (1992 - 1994)
- Vescovo Marco René Revelo Contreras, vescovo di Santa Ana (1995 - 1998)
- Arcivescovo Fernando Sáenz Lacalle, arcivescovo di San Salvador (1998 - 27 dicembre 2008)
- Arcivescovo José Luis Escobar Alas, arcivescovo di San Salvador, da marzo 2009